# Rodach (Main)
La Rodach, appelée jusqu'à la confluence la Zahme Rodach pour la distinguer de son affluent, la Wilde Rodach, est elle-même un affluent de rive droite du Main, long de 53 km, dans l'ouest du plateau de Frankenwald. Jusqu'au XIXe siècle, c'est sur cette rivière qu'étaient chargées les grumes destinées aux Pays-Bas. L’affluent homonyme de l’Itz est également une rivière de la région.

## Géographie

### Cours de la rivière
La Rodach prend sa source à 690 m d'altitude à Rodacherbrunn le long du Rennsteig, aux confins de la Thuringe. Elle s'écoule d'abord vers le sud et, de la Muschwitz de Franconie au ruisseau de Titschengrundbach, constitue sur 1,5 km la frontière entre la Bavière et la Thuringe. L’étang de Titschendorf était autrefois le point d'eau où l'on attelait les grumes pour le flottage du bois des monts de Frankenwald, qu'on acheminait ainsi jusqu'aux Pays-Bas. Juste à l'aval de Nordhalben, la Rodach reçoit les apports du Ködel, qui est l'exutoire du réservoir d'eau douce de Mauthaus.

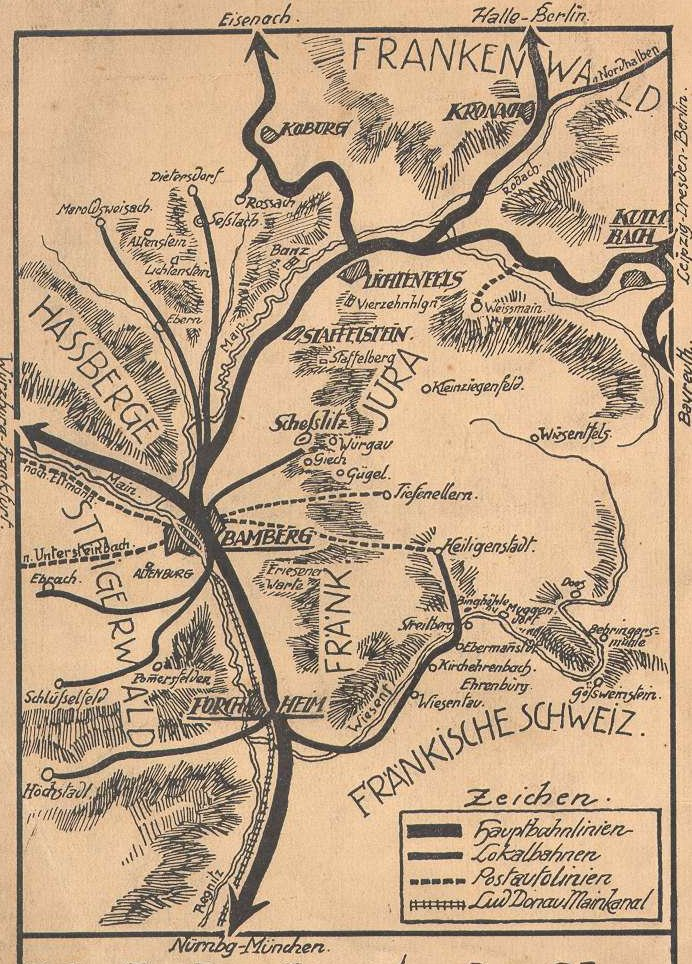
Carte routière de 1912 : on voit la Rodach en haut.

Ensuite cette rivière tourne au sud-ouest, traverse les bourgs de Steinwiesen et Marktrodach, puis à l'aval de la confluence avec la Wilde Rodach, à Erlabrück, longe la Bundesstraße 173, et arrose la ville de Kronach. Là, elle reçoit en rive droite les apports du Hasslach. Les autres villages arrosés par le Rodach sont Küps et Redwitz. La rivière se jette dans le Main à Marktzeuln, à environ 270 m d'altitude.

### Ses affluents

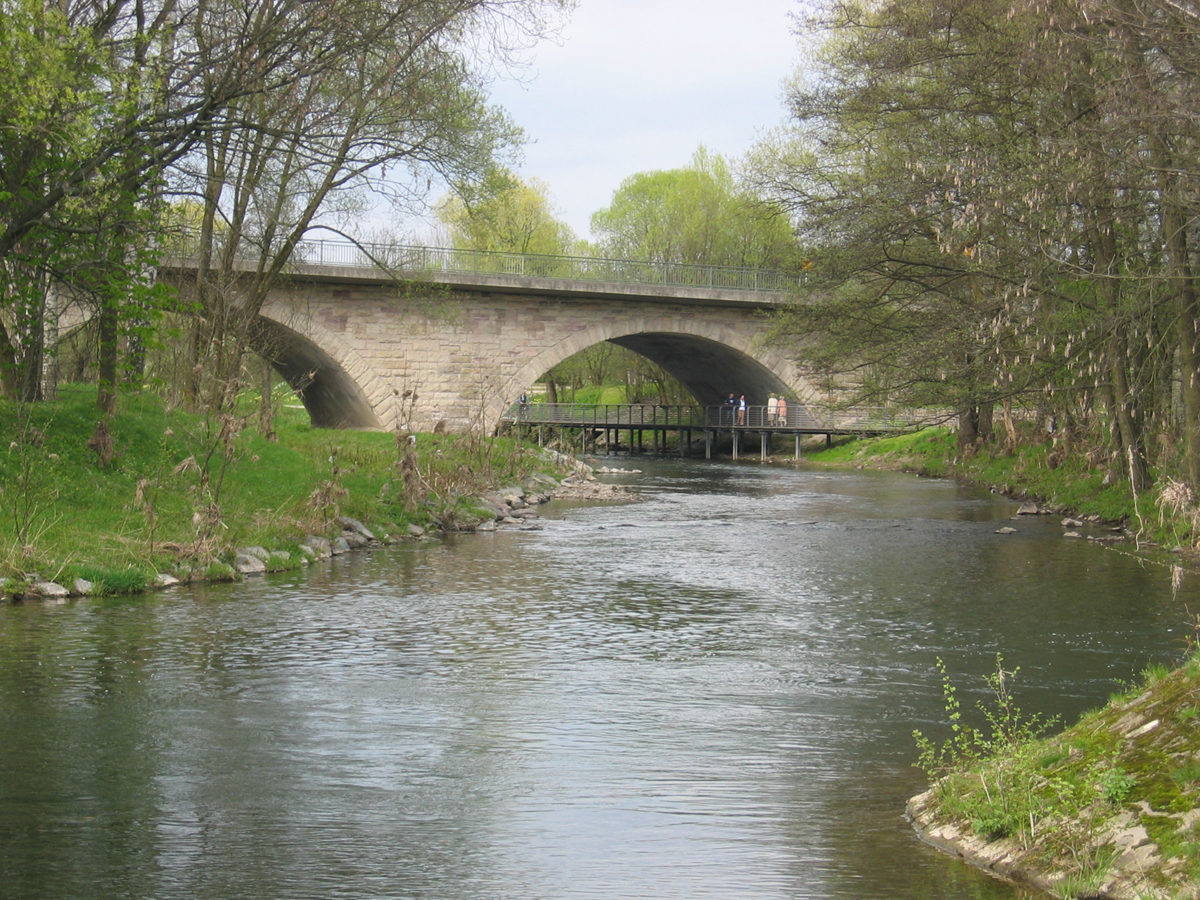
La Hasslach à Kronach

| - Pfaffenbach (rive droite) - Orlabach (rive gauche) - Fränkische Muschwitz (rive gauche) - Titschengrundbach (rive droite) - Ölsnitz (rive gauche) (8,54 km) - Steinbach (rive gauche) - Goldbach (rive gauche) - Dörrnbach (rive gauche) - Langenaubach (rive gauche) (6,08 km) - Kaugelbach (rive gauche) - Nordhalbener Ködel (rive droite) (9,49 km) - Tschirner Ködel (rive droite) - Weißbach (rive gauche) - Große Leitsch (rive droite) (6,2 km) - Wilde Rodach (rive gauche) (21,09 km) - Finkenbach (rive droite) | - Zeyern (rive gauche) (6,83 km) - Losnitz (rive gauche) - Fischbach (rive gauche) - Stübengraben (rive gauche) - Teufelsgraben (rive gauche) - Haßlach (rive droite) (30,05 km) - Krebsbach (rive droite) - Leßbach (rive gauche) (11,18 km) - Fabrikgraben (rive gauche) - Tüschnitzer Graben (rive droite) - Teufelsgraben (rive gauche) - Weidigsgraben (rive droite) - Steinach (rive droite) (46,89 km) - Rehenbach (rive gauche) |

## Loisirs et promenade

### LeFlösserweg(chemin des bûcherons)
Tout au long de la Rodach, l'association du Frankenwald a aménagé un chemin de randonnée, le Rodachwanderweg ou Flößerweg. La piste principale, longue de 52 km, part de Rodacherbrunn et aboutit à la confluence avec le Main. Un embranchement, long de 25 km, remonte le long de la Wilde Rodach: il part de Erlabrück et aboutit à la source de Rauhenberg.

### Le chemin de la Rodach
La zone humide entre Unterlangenstadt et Redwitz an der Rodach a été renaturée en 2000 par le Service de l'Eau de Bamberg. Elle constitue un parcours ponctué de 13 panneaux d'orientation qui donne des informations sur les divers aspects de l'écosystème rivière et roselières. Ce parcours a été aménagé dans le cadre de la manifestation Landesgartenschau 2002 (« Jardins fleuris ») de Kronach. Une piste cyclable a été aménagée à la périphérie de cette zone humide, tandis que le parcours est conçu comme un chemin piétonnier. La principale attraction de l'endroit est une passerelle en métal franchissant la rivière, le Rodachsteg, équipée d'un belvédère haut de 10 m.

## Voir également
- (de) Cet article est partiellement ou en totalité issu de l’article de Wikipédia en allemand intitulé « Rodach (Main) » (voir la liste des auteurs).